# Conjonction républicano-socialiste
La Conjonction républicano-socialiste (en espagnol : Conjunción Republicano-Socialista ; sigle : CRS) est une coalition électorale créée par les partis républicains et le Parti socialiste ouvrier espagnol durant le règne d'Alphonse XIII. Une coalition similaire se présenta aux élections municipales d' avril 1931 et dans de multiples circonscriptions aux élections à Cortès constituantes de la République, célébrées en juin 1931.

## Histoire

### Restauration
L'accord de coalition fut conclu en réponse des partis anti-dynastiques (républicains et socialistes) aux événements de la semaine tragique de Barcelone en 1909.
Lors des premières élections auxquelles la Conjonction participa, républicains et socialistes remportèrent 27 sièges. Pablo Iglesias fut le premier socialiste élu au Parlement espagnol, représentant le mouvement ouvrier. Lors des élections suivantes, la minorité républicaine-socialiste ne put renouveler son succès initial et ne remporta que dix sièges, bien qu'elle maintînt des résultats à peu près stables lors des deux scrutins suivants ;  le système électoral de la Restauration, basé sur une manipulation massive des scrutins à travers les réseaux de caciques, au profit de les deux partis « dynastiques » (Parti libéral et Parti libéral-conservateur ) rendait très difficile la représentation de partis situés hors du système.
Aux élections générales de 1918, la Conjonction républicano-socialiste ne fut pas renouvelée et fut remplacée par la dénommée Alianza de Izquierdas (« Alliance des gauches »), en raison du manque d'activité et d'efficacité que la Conjonction républicaine socialiste moribonde démontrait à cette époque, bien que cela ne signifiât pas en soi la dissolution de la Conjonction, qui se présenta de nouveau une dernière fois aux élections générales de 1919, obtenant des résultats modestes.
| Élections                   | Sièges remportés | +/– | Partis                | Têtes de liste                  |  |
| --------------------------- | ---------------- | --- | --------------------- | ------------------------------- |  |
| Élections générales de 1910 | 27 / 404         | -   | PSOE, PRR, PRF, Ind.  | Benito Pérez Galdós             |  |
| Élection générale de 1914   | 10 / 408         | 17  | PSOE, PRR             | Roberto Castrovido Sanz         |  |
| Élection générale de 1916   | 13 / 409         | 3   | PSOE, PRR, PURA, Ind. | Roberto Castrovido Sanz         |  |
|                             |                  |     |                       |                                 |  |
| Élection générale de 1919   | 15 / 409         | 2   | PSOE, FR, PURA, Ind.  | Alvaro Albornoz, Pablo Iglesias |  |

### Élections de 1931
Après la chute de la dictature de Miguel Primo de Rivera en 1930, et avec la convocation des élections municipales le 12 avril 1931, l'opposition à la monarchie s'unit dans l'accord de Saint-Sébastien. Dans celui-ci, socialistes, républicains, nationalistes catalans et anciens membres des partis dynastiques s'engagent à promouvoir la proclamation de la République. La Conjunción obtient 26563 conseillers à l'échelle nationale, dont une grande majorité dans les noyaux urbains, contre 40275 conseillers monarchistes, majoritairement dans les zones rurales. Les candidatures républicano-socialistes triomphent dans 41 capitales de provinces et la République est rapidement proclamée dans tout le territoire espagnol.
Aux élections à Cortès Constituantes de la République, les forces de la Conjonction remportent une bonne partie des sièges :
- Parti socialiste ouvrier espagnol (PSOE), 115 députés.
- Parti républicain radical (PRR), 90 députés.
- Parti républicain radical socialiste (PRRS), 61 députés.
- Esquerra Republicana de Catalunya (ERC), 29 députés.
- Action républicaine (AR), 26 députés.
- Droite libérale républicaine (DLR), 25 députés.
- Parti républicain démocratique fédéral (PRDF), 16 députés.
- Fédération républicaine galicienne (FRG), 15 députés.
- Agrupación al Servicio de la República (ASR), 13 députés.

Les partis de la Conjonction gouvernent la République au cours du biennat réformiste de 1931-1933 sous les présidences de Niceto Alcalá-Zamora et Manuel Azaña, jusqu'à ce que leurs dissensions internes conduisent à la convocation d'élections et à la fin de la Conjonction républicano-socialiste.
Dans la perspective des élections de février 1936, Azaña et certains partis républicains proposent de recréer une nouvelle coalition dans le même l'esprit de la Conjonction républicaine-socialiste, qui finit par déboucher sur le dénommé Front populaire.